# Papiro Berlín 17213
El Papiro de Berlín 17213 es un fragmento de un manuscrito en idioma griego koiné de la Septuaginta que data del siglo III d. C.

## Descripción
Este manuscrito fue escrito en papiro en forma de códice. El P. Berlín 17213 contiene extractos del libro del Génesis 19, 11-13, 17-19. Se le asigna el número 995 en la lista de los manuscritos de la Septuaginta, según la clasificación de Alfred Rahlfs. En Génesis 19 se encuentra un espacio en blanco que antes presentaba el Nombre Divino, aunque según Emanuel Tov es un espacio libre en el que termina el párrafo.

## Historia
Este manuscrito fue publicado por K. Treu, Neue Berliner Septuagintafragmente, APF 20, 1970, p 46, 47 

## Ubicación actual
Ahora se almacena en Ägyptisches Museo de Berlín (P. 17 213).